# خليل صويلح
خليل صويلح (ولد في الحسكة عام 1959م - ) روائي وصحفي سوري، يعمل في الصحافة الثقافية العربية منذ منتصف الثمانينات. صدرت له العديد من المؤلفات الأدبية في الرواية والشعر والنقد، من أبرزها رواية «اختبار الندم» التي حصل بها على جائزة الشيخ زايد للكتاب عام 2018.

## الإصدارات

### روايات
- ورّاق الحب (2002)، وقد حازت على جائزة نجيب محفوظ للرواية العربية (2009)، ونُشرت بالانكليزية (2013).
- بريد عاجل (2004).
- دع عنك لومي (2006).
- زهور وسارة وناريمان (2008),
- سيأتيك الغزال (2011).
- جنة البرابرة (2015).
- اختبار الندم (2017) وقد حازت على جائزة الشيخ زايد للأدب، وتُرجمت إلى الأوكرانية والألمانية.[3]
- عزلة الحلزون (2019).

### رواية دع عنك لومي
تناقش روايته الأخيرة دع عنك لومي تفاصيل حياة راهنة وهامشية تجري أحداثها في دمشق. ينظر إلى هذا الواقع من وجهة نظر مجموعة مثقفين، يتبدى لاحقاً، أنّ الثقافة نفسها تتحول نوعاً من الإعاقة الذاتية والاجتماعية بالنسبة إليهم. فعلى رغم نجاحاتهم النظرية في توصيف ما يجري حولهم، لا تبدو توصيفاتهم تلك نافعة في تأمين حياة لائقة بهم... أو بالثقافة التي راكموها! وهذا ما يجعلهم متبطلي مقاه، ومتسكعي ليل، ومرددي خلاصات فلسفية لا قيمة تداولية لها إلا فيما بينهم بصفتهم شلة مثقفين. وقد نشرت الرواية بواسطة دار الاداب - بيروت.

### رواية اختبار الندم
في الحروب تتشابه الأيّام. يصبح وجودك مصادفة أخطأتها رصاصة. يصبح كلّ يوم يوماً إضافيّاً تعيشه في الوقت الضائع. تنسى أن تنظر في المرآة. تبحث عن وجهك في وجوه الآخرين. تدفن وحدتك في المقهى، في القصص العابرة، في الأحاديث الافتراضية التي تجد طريقها بين وجهَين باكيَين من وجوه «الإيموجيز» على محمولك. الشِّعر يصبح حجّة للتعلّق بفعل الحياة. الحبّ. المغازلة. المواعيد. كلّها تصبح أسلحة لمكافحة القذائف التي إن لم تطَلْك طالت جوهر إحساسك بالوجود. في الحرب تصل الأحاسيس إلى منتهاها. تتجرّد الحياة من مساحيق المهرّج وتبدو عارية على حقيقتها، قاسية على حقيقتها، مروّعة على حقيقتها. وتطفو القصص المدمّاة على السطح.
«اختبار الندم» تحكي قصّة كاتب بارعٍ في تفويت الفرص، موهوب في بعثرة الكآبة، يعيش محتمياً في فقّاعة هشّة، محاولاً ترويض شياطينه.
هو كاتب يبذر كلماته في أزقّة دمشق العتيقة، وهنّ ثلاث فتيات على هامش الحياة: «متشاعرة» و«ملتهِبة» و«مغتصَبة». هنّ حكايات يداعب بها الوقت الباقي من حكاية حرب هي الأطول بين حكاياته مع كلٍّ منهنّ. نشرت الرواية في دار هاشيت أنطوان 2017

### كتب نقدية
- قانون حراسة الشهوة.
- ضد المكتبة.
- نزهة الغراب.
- «اغتصاب كان وأخواتها» كتاب حوارات مع محمد الماغوط.[5]

### مجموعات شعرية
- افتتاحيات.
- هكذا كان المشهد.
- اقتفاء الأثر.[6]

### مؤلفات أخرى
صدر له في العام في العام 2017 نصوص أدبية بعنوان «ضد المكتبة»، عن دار نينوى - دمشق.

## الجوائز والتكريمات
- 2009: جائزة نجيب محفوظ عن رواية ورّاق الحب.
- 2010: جائزة دبي للصحافة والإعلام.[5]
- 2018: جائزة الشيخ زايد للكتاب.